# Break the Silence (álbum)
Break the Silence  es  el álbum de estudio debut de la cantante y compositora estadounidense Alana Grace, lanzado el 27 de febrero de 2007.

## Antecedentes
El 1 de junio de 2005 Alana interpretó su canción "Black Roses Red" en The Today Show en NBC. Hasta la fecha ha lanzado dos álbumes de estudio bajo el sello Fragile Heart Records. "Break The Silence" fue el álbum debut de Grace; este fue lanzado el 27 de febrero de 2007, contiene 13 canciones, algunas de ellas escritas por la misma Grace. Entre las canciones que más destacan del álbum está "Black Roses Red", que sirvió como parte de la banda sonora de la película 'Sisterhood of the Traveling Pants'. Otras canciones del álbum que también destacaron fueron "Paranoid", "The Other Side", "Bad Little Girl" y "Domino".
El álbum fue grabado en Nashville (Tennessee) y Los Ángeles (California), contó con estilos musicales muy variados que abarcan el rock alternativo, rock progresivo, algunas canciones pop y balada. Las canciones de este álbum fueron escritas en la adolescencia de Grace.

“Este álbum fue escrito en mi adolescencia, por lo que en este álbum hay mucha tristeza y angustia, por el deseo de liberarme y expresarme como era en aquel tiempo“. [cita requerida]

.

## Lista de canciones
| #  | Canción                  | Duración |
| -- | ------------------------ | -------- |
| 1  | "Break The Silence"      | 3:56     |
| 2  | "The Other Side"         | 3:53     |
| 3  | "Paranoid"               | 2:59     |
| 4  | "Domino"                 | 3:23     |
| 5  | "Cynical Girl"           | 3:40     |
| 6  | "I Told You So"          | 3:23     |
| 7  | "The Tunnel"             | 3:47     |
| 8  | "Black Roses Red"        | 4:09     |
| 9  | "Where Are You Now"      | 3:51     |
| 10 | "Sanctuary"              | 2:56     |
| 11 | "When It All Falls Down" | 4:13     |
| 12 | "Bad Little Girl"        | 3:20     |
| 13 | "Pretty Ugly"            | 4:18     |

siglo XXX (D.C)
- Datos: Q4959349